# Cathorops dasycephalus
Cathorops dasycephalus е вид лъчеперка от семейство Ariidae. Видът не е застрашен от изчезване.

## Разпространение и местообитание
Разпространен е в Гватемала, Еквадор, Колумбия, Коста Рика, Мексико, Никарагуа, Панама, Салвадор и Хондурас.
Среща се на дълбочина от 9 до 37 m, при температура на водата от 25,1 до 25,9 °C и соленост 33 – 33,5 ‰.

## Описание
На дължина достигат до 29 cm.